# Видзьюр
Видзьюр (Видзюр) — река в России, протекает на северо-западе Удорского района Республики Коми. Левый приток реки Вашки. Длина Видзьюра составляет 22 км.
Течёт по лесной болотистой местности. Генеральным направлением течения является север. Впадает в Вашку на высоте 40 м над уровнем моря.

## Данные водного реестра
По данным государственного водного реестра России, Видзьюр относится к Двинско-Печорскому бассейновому округу. Водохозяйственный участок реки — Мезень от истока до водомерного поста у деревни Малонисогорская. Речной бассейн Видзьюра — Мезень.
Код объекта в государственном водном реестре — 03030000112103000047900.